# Phaonia rufibasis
Phaonia rufibasis este o specie de muște din genul Phaonia, familia Muscidae, descrisă de Malloch în anul 1919. Conform Catalogue of Life specia Phaonia rufibasis nu are subspecii cunoscute.